# 天天新报
《天天新报》，是中华人民共和国上海市出版的综合性都市日报。该报于1998年11月试刊，1999年1月1日正式创刊，原名《新闻报·午刊》，2000年6月1日更名为《新闻午报》，此后历经多次易手，至停刊前，该报由上海文化广播影视集团主管主办。日发行量逾50万份，以“服务、创新、轻松、博闻”为办报理念。
2014年4月24日，该报头版发布休刊公告，称《新闻午报》于5月1日起停刊。

## 历史与概况
《天天新报》前身为《新闻报·午刊》，由解放日报社主管主办，于1998年11月和12月多次试刊，试刊期间为对开大报。1999年1月1日正式创刊，版式也改为四开小报。
2000年6月1日，由于成本过高，发行量低，经新闻出版署批准，《新闻报·午刊》更名为《新闻午报》，并正式改版。改版后的《新闻午报》由解放日报报业集团和上海市文化广播影视管理局联合主办，为市民提供文化娱乐信息，并刊登全国各地卫星电视节目时间表。
2003年1月1日，经新闻出版总署批准，《新闻午报》改为中国上海国际艺术节中心主管主办，此后先后改为文汇新民联合报业集团、上海文化广播影视集团主管主办。2008年11月起改名为《天天新报》。
2014年4月24日，该报头版发布休刊公告，称《天天新报》于5月1日起停刊。已经订阅2014年度《天天新报》的读者可于5月10日至6月30日持订阅凭证原件及有效身份证件办理退款手续。

## 著名报道
2008年4月24日，《新闻午报》就CNN对华报道和言论，以刊登头版广告“CNN道歉，卡弗蒂下课”的形式，要求CNN道歉，并开除辱华主持人卡弗蒂。所有文字下方均有英文翻译。此后在5月12日，《新闻午报》在头版和网站首页再次登载广告，声援美籍华人黄克锵、梁淑冰状告CNN。